# 454. Sicherungs-Division
La 454. Sicherungs-Division fu una divisione di sicurezza dell'esercito tedesco attiva durante la seconda guerra mondiale che venne creata nel marzo 1941 e fu schierata sul fronte orientale, dove fu sciolta nell'agosto 1944.

## Storia
La divisione fu costituita il 19 marzo 1941 a Trachenberg, dallo stato maggiore della Division z.b.V. 454 e da un terzo della 221. Infanterie-Division. Durante tutta la guerra la divisione fu impiegata principalmente sul fronte orientale con compiti di sicurezza nella retroguardia, prima con la 17. Armee, poi con la 6. Armee ed infine con il XI. Armeekorps che era assegnato alla 1. Panzerarmee. La divisione fu coinvolta anche nella persecuzione e nella fucilazione dei partigiani in Ucraina e nelle zone circostanti dal 1941 fino alla fine del 1943. Alcune unità della divisione presero parte alla seconda battaglia di Kharkov nel giugno 1942; durante questo periodo, la divisione era composta solo da poco meno di 6.000 uomini armati con attrezzature obsolete. Dall'ottobre 1942 la divisione si trovava nella retrovie dell'esercito durante la battaglia di Mosca. Il 31 marzo 1943 un reggimento della divisione fu sciolto e distribuito alla 111. Infanterie-Division ed alla 304. Infanterie-Division. All'inizio del 1944 la divisione fu schierata per la difesa di Rovno e Lutsk; Rovno fu tenuta dal 6 gennaio al 2 febbraio 1944. Da gennaio a giugno 1944 la divisione fu impiegata in operazioni di sicurezza in Galizia e dopo l'inizio dell'offensiva sovietica contro l'Heeresgruppe Nordukraine a metà luglio 1944, la divisione si ritirò passando per la zona di Brody, dove fu in gran parte distrutta durante l'offensiva Leopoli-Sandomierz e molti membri della divisione, compreso il comandante Johannes Nedtwig, furono fatti prigionieri dalle truppe dell'armata rossa. Il 5 agosto 1944 la divisione fu sciolta.

## Ordine di battaglia
454. Sicherungs-Division estate 1942
- verstärktes Infanterie-Regiment 375
- III./Artillerie-Regiment 221
- Landesschützen-Regimentsstab 57
- Nachrichten-Abteilung 829
- Reiter-Abteilung 454
- Divisionseinheiten 375

454. Sicherungs-Division autunno 1943
- Sicherungs-Regiment 360
- Sicherungs-Regiment 375
- Ost-Reiter-Regiment 454
- III./Artillerie-Regiment 221 (ab 1944 Artillerie-Abteilung 454)
- Ost-Pionier-Bataillon 454
- Divisions-Nachrichten-Abteilung 829
- Kommandeur der Divisions-Nachschubtruppen 375

## Decorazioni
Alcuni soldati della 454. Sicherungs-Division furono premiati per le loro azioni in guerra:
- Croce Tedesca
  - in oro: 2

## Comandanti
- Generalleutnant Rudolf Krantz (19 marzo 1941 - 29 settembre 1941)
- Generalleutnant Hermann Wilck (29 settembre 1941 - 9 dicembre 1941)
- Generalleutnant Hellmuth Koch (9 dicembre 1941 - 12 febbraio 1944)
- Oberst Otto Wagener (12 febbraio 1944 - 1º maggio 1944)
- Generalmajor Johannes Nedtwig (1º maggio 1944 - 5 agosto 1944)[1]